# تورینژیت
تورینژیت  (به انگلیسی: Thuringite) با فرمول شیمیایی (Fe 2+Fe 3+Mg)6[(OH)8 - (AlSi)4 O10] از مجموعه کانی هاست و از نام Thuringe در آلمان غربی مشتق شده‌است. ذوب می‌شود و یک شیشه مگنتیک سیاه می‌دهد - به راحتی در اسیدها حل می‌شود. ترکیب شیمیایی پیچیده و متغیر برای اولین بار در چک اسلواکی کشف شد و از نظر شکل بلور: فلسی، رنگ: سبز زیتونی تا قهوه‌ای تیره، شفافیت: نیمه شفاف، جلا: مات - صدفی، رخ: عالی، سیستم تبلور: مونوکلینیک و در رده‌بندی سیلیکات است  و منشأ تشکیل آن دگرگونی - رسوبی است.
همایند کانی‌شناسی (پارانژ) آن کرومیت- سیدریت- لیمونیت- مگنتیت است
کاربرد آن: کانسار آهن، از نظر ژیزمان فلسی - توده‌ای تقریباْ کمیاب است و بیشتر در آلمان شرقی، چک اسلواکی، اطریش و آمریکا یافت می‌شود.

## منبع
- پردیس کشاورزی ایران